# تاراس بولبا (أوبرا)
تاراس بولبا هي أوبرا في أربعة فصول للمؤلف الموسيقي الأوكراني ميكولا ليسينكو (1842-1912). كتب نص الليبريتو الكاتب ميخايلو ستاريتسكي (ابن عم الملحن) بناء على رواية تاراس بولبا التي كتبها نيقولاي غوغول. تدور أحداث القصة حول قوزاقي قتل ابنه بعد أن خان أولئك الذين يقاتلون من أجل حريتهم.

لم تكن منقحة وقت وفاة الملحن عام 1912، وعرضت لأول مرة في عام 1924، أما عروضها الحالية فهي تستند إلى مراجعات شاملة أجريت في أعوام الثلاثينيات والخمسينيا وتناولت كل من النص واللحن والتوزيع الموسيقي.

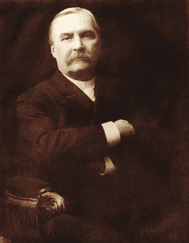
ميكولا ليسينكو

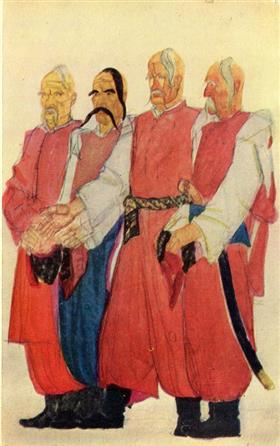
تصميم أزياء لأوبرا لوشنكو "تاراس بولبا" - 1947

## الأدوار
| دور                                 | نوع الصوت |
| ----------------------------------- | --------- |
| تاراس بولبا                         | باس       |
| أوستاب ابنه                         | باريتون   |
| أندريه، ابنه                        | تينور     |
| ناستيا، زوجته                       | كوتترالتو |
| ماريلتسيا، ابنة حاكم دوبنو البولندي | سوبرانو   |
| محافظ حاكم                          | باس       |
| كوبزار                              | تينور     |
| الجوقة: المواطنون، القوزاق، إلخ     |           |

## ملخص
هذا الملخص مبني على نسخة الأداء الحالية (1955).
تدور أحداث الأوبرا في كل من كييف، وقرية تاراس في أوكرانيا، وفي إقليم زابوروجيان سيش [الإنجليزية] القوزاقي، وبلدة دوبنو في القرن السابع عشر، في وقت سعت فيه بولندا إلى السيطرة على المنطقة.

### الفصل الأول
بعد افتتاحية أوركسترالية تُرفع الستارة على كييف التي يحكمها نبيل (شلختا) بولندي، حيث يقوم رجاله بتفريق جمع من الناس يستمع إلى أغنية حكواتي (كوبزار [الإنجليزية]) أوكراني. يترك تاراس بولبا ولديه أوستاب وأندريه في الدير ليتعلما، ويعجب أندريه بفتاة بولندية يتبين لاحقا أنها مارلتسيا، ابنة حاكم دوبنو البولندي. يشجع أوستاب الكوبزار على غناء أغنية وطنية، ما يغضب البولنديين ويؤدي إلى شجار يُقتل فيه الكوبزار.

### الفصل الثاني
قرية تاراس. يعود أوستاب وأندريه من كييف ويحييان والدتهما ناستيا. يتحدث صديق بولبا توفكاتش عن الحرب التي شنّها البولنديون في جميع أنحاء أوكرانيا. على الرغم من اعتراضات زوجته، يقرر تاراس أن يأخذ أبنائه إلى إقليم زابورجيان سيش، معقل القوزاق، للمشاركة في النضالات، وتنهار ناستيا.

### الفصل الثالث
زابورجيان سيش. ينجح تاراس في تشجيع السكان الخاملين على النهوض للمعركة. يتطلع أندريه وأوستاب إلى المعركة، وعندما ينتاب أندريه بعض التشاؤم، يعده أوستاب بالبقاء إلى جانبه. تفتتح دقات الطبول مجلس القوزاق (رادا)، وينتخب المجلس بدعم من تاراس زعيما (هيتمان) جديدا أكثر تشددًا، يدعى كيردياها، ويعلن عن عزمه الدخول في المعركة.

### الفصل الرابع

#### المشهد الأول
معسكر القوزاق. القوزاق يحاصرون دوبنو التي يحكمها والد ماريلتسيا. ترسل مارليتسيا خادمتها التترية للعثور على أندري وطلب مساعدته لأن السكان يعانون من الجوع. يوافق أندريه على المساعدة ويحمل الطعام مع الخادمة إلى المدينة، عبر ممر سري.

#### المشهد الثاني
داخل القلعة. يعبر أندريه ومارليتسيا عن حبهما بعضهما لبعض، ويطلب أندريه يدها من والدها الحاكم، الذي يرفض أندريه في البدء بسبب الفارق الطبقي، ولكنه يتراجع ويوافق بعد ذلك بناء على نصيحة الكاهن، ويعينه عقيدا في الجيش البولندي.

#### المشهد الثالث
معسكر القوزاق. يسمع تاراس أخبارًا تفيد بأن التتار دمروا زابورجيان سيش. ثم يخبره سجين هارب عن هروب أندريه. تطلع قوات من القلعة تحت قيادة أندريه، ويقتل تاراس ابنه بتهمة الخيانة. تتمزق مشاعر أوستاب ويغني نعيا لأخيه.

#### المشهد الرابع
في مشهد أوركستري بحت، يقود تاراس وأوستاب القوزاق إلى النصر على البولنديين والاستيلاء على بلدة دوبنو.

## تاريخ العرض
عمل ليسينكو على أوبرا تاراس بولبا في الأعوام 1880-1891، ولكن إصراره على استخدام اللغة الأوكرانية في الأداء أدى إلى عدم عرضها خلال حياته. كان ليسينكو عازمًا على الارتقاء بالثقافة الأوكرانية إلى المعايير الأوروبية ورفض السماح بترجمة الأوبرا. كانت الأوبرا باعتراف ليسينكو نفسه طموحة للغاية بالنسبة لإمكانيات دور الأوبرا الأوكرانية، وعرضت في نهاية المطاف للمرة الأولى في الفترة السوفيتية في موسكو بتعديلات أجراها الملحن الأوكراني ليفكو ريفوتسكي.
عُرف ليسينكو بأنه سليل زعيم القوزاق في القرن السابع عشر، فوفجورا ليس، وربما لهذا السبب كان لقصة تاراس بولبا أهمية خاصة بالنسبة له. بعد وقت قصير من إكمالها، عزف لوشنكو نوطتها الموسيقية للموسيقار لبيوتر إيليتش تشايكوفسكي الذي نالت أعجابه.
إن تاريخ الشكل الحالي للأوبرا معقد، فقد نشرت موسيقى البيانو في عام 1913، ولكن الكثير من التوزيع الموسيقي الأصلي للملحن قد فقد. عُرضت مقدمة الفصل الرابع لأول مرة في حفل موسيقي في كييف بقيادة رينهولد جليير في عام 1914،  فيمل عرضت الأوبرا كاملة لأول مرة في عام 1924 في خاركيف، ولم يحظ هذا العرض بنجاح. لاحقا نفّذت عروض أخرى نالت استقبالا أفضل في كييف (1927)، وتبليسي (1930)، وولدت فكرة مراجعة العمل. في عام 1937 روجع العمل على يد ماكسيم ريلسكي (نص)، وتلميذ ليسينكو ليفكو ريفوتسكي (موسيقى)، وبوريس لاتوشينسكي (توزيع موسيقي)، وأدّي في موسكو. قوبلت هذه النسخة بدورها بنقد سلبي لابتعادها كثيرًا عن مقاصد لوشنكو. أما النسخة الحالية فلم تظهر إلا بعد الحرب العالمية الثانية أن أنتجها نفس الثلاثي، وعُرضت لأول مرة في كييف عام 1955. لا تزال الأوبرا جزءا من برنامج دار أوبرا كييف الدائم، وعرضت أيضا خارج الاتحاد السوفييتي، في فيسبادن (1982)، ودريسدن (1987)، وزغرب (1988). تعرض دار أوبرا كييف تاراس بولبا تقليديا في نهاية كل موسم.

## نقد فني
يمكن إرجاع عيوب العمل الهيكلية إلى تاريخه، وإلى حقيقة أن ليسينكو نفسه لم يكن قادرًا على ضبط العمل بعد سماعه في الأداء. تمثل هذه الأوبرا تقدمًا كبيرًا مقارنة بأعمال الملحن السابقة مثل «نتالكا بولتافكا» و«أوتوبلينا»، حيث تُكيف العناصر الفولكلورية والقومية في إطار موسيقي مستمر يظهر فيه بوضوح تأثير تشايكوفسكي. لكن طبيعة الليبرتو الاستعراضية غير المتّصلة (التي قد تكون راجعة إلى حد ما إلى اعتبارات سياسية أثناء مراجعتها في الحقبة السوفيتية [بحاجة لمصدر]) هي مشكلة حقيقية في العمل، فهناك عروض غير سردية واسعة النطاق للرقصات والمسيرات الوطنية والجوقات. كذلك ينتخب كودرياها زعيما للقوزاق في مشهد طويل في الفصل الثالث، ثم يختفي من بقية الأوبرا. كما لا توجد محاولة لتحقيق التوازن بين الأحداث التاريخية وقصة أندريه ومارلتسيا التي تُحشر في المشهد الثاني من الفصل الرابع، كذلك قد يبدو الانتقال من العاطفي والموسيقي من وفاة أندريه إلى الانتصار على دوبنو (المشهد الأخير، الذي لا يتضمن الغناء) مبتسرا وغير مريح.
تختلف هذه النهاية اختلافًا كبيرًا عن رواية غوغول الأصلية، التي يقبض فيها البولنديون على أوستاب أولاً ثم على تاراس ويعدمانهما بوحشية. تغيب في الاوبرا أيضًا عدة جوانب مهمة من الرواية، لاسيما سلوك تاراس والقوزاق الملتبس تجاه اليهود المحليين.

## وصلات خارجية
- صفحة ويب حول الأوبرا الأوكرانية «تاراس بولبا» لميكولا ليسينكو. ملفات الصوت من الآرياس وملفات الفيديو من الأوبرا.